# 栄区
栄区（さかえく）は、横浜市を構成する18行政区のうちの一つである。

## 地理
栄区は横浜市の南部に位置し、東西に長く（東西約7km、南北約6km）、東は金沢区、磯子区、西は戸塚区、南は鎌倉市、北は港南区に接している。旧相模国鎌倉郡（一部が高座郡に属していたとする説もある）に属し古来より鎌倉とはゆかりの深い地域である。なお金沢区・磯子区との区境は武相国境である。
区の中央を、かつてしばしば氾濫した㹨川（いたちがわ、「いたち」の表記は㹨）が東西に流れ、また西側を柏尾川が南北に流れて低地を形成し、その東側・南側を三浦半島に連なる丘陵地がとり囲むように広がる。柏尾川西岸を中心とした低地には工場、また丘陵地を造成した団地が多く、また丘陵地は市民の森という森林公園にもなっている。本郷台駅を中心に、いたち川沿いに広がる本郷地区と、西部の柏尾川沿いの豊田地区からなる。
交通の面では、区の北西地域をJR根岸線（京浜東北線）が横断し、また区の西部には柏尾川に沿って南北に東海道本線と横須賀線が縦断し東京あるいは小田原・横須賀方面と接続されている。区北部・南部に東西方向にそれぞれ環状3号道路と環状4号道路が通っている。
商業地は主に本郷台駅周辺と大船駅周辺。区役所や警察署など官公庁は本郷台駅周辺に集中している。南側の鎌倉市と接する部分にある大船の繁華街は横浜市栄区と鎌倉市の双方にまたがっており、大船駅のプラットフォームも横浜市栄区と鎌倉市の双方にまたがっている。
山林の面積は212haで、市域全体の約17.5%を占める。一方住宅地は市域の60.4%に過ぎず、横浜市全体と比較すると、宅地割合が少なく山林割合の多い地域である。
- 山：円海山、大丸山、大平山（ただし山頂はいずれも他区・市にある）
- 河川：柏尾川、㹨川
- 湖沼：瀬上池

## 歴史
栄区地域の歴史は、縄文時代にまでさかのぼることができ、公田ジョウロ塚遺跡や桂台遺跡などがある。古代には㹨川流域横穴墓群など、鎌倉型横穴墓をもつ横穴墓群の分布が特徴的であり、上郷深田遺跡では製鉄が行われた。鎌倉郡尺戸郷、荘園時代には山内荘が存在した。
いたち川は鎌倉時代には霊所とされ『吾妻鏡』に「㹨河」でお祓いをしたことが記述されている。また小菅ヶ谷付近には宿場があり『徒然草』で知られる卜部兼好もこの付近に旅で来たらしく、『兼好家集』の中で「相模国いたち河という所にて、此の所の名を句の上にすえて旅の心を」と題して
- いかにして、たちにし日より、ちりのきて、風（かぜ）だに閨（ねや）を、はらわざるらん

という和歌を詠んでいる。
相模国鎌倉郡であったため、特に、鎌倉時代には鎌倉幕府との結び付きが強く、流域の豊かな田園が食料生産を担い、古代から伝わる製鉄の技術とともに東北地方に対する軍事政策のうえで重要な役割を果たしていたと考えられており、笠間中央公園遺跡の鎌倉道など数多くの史跡が残されている。本郷台駅前付近には、鎌倉幕府第3代執権北条泰時の娘「小菅ヶ谷殿」の居館小菅ヶ谷殿館があったと伝わる。
区内の長尾台町は長尾氏発祥の地で長尾城跡があり、越後の戦国大名長尾景虎（後の上杉謙信）の父祖の地である。また、鎌倉が近いことから、中世の動乱期にたびたび戦場となっており、中村氏の一族、中村常宗が笠間に移り住み勢力を張った。金井には鎌倉氏の一派・金井氏が居住した。
戦前から戦後にかけて、小菅ヶ谷地区を中心に軍事施設の時代を経験する。1937年（昭和12年）には第一海軍燃料廠の建設が決定され、戦後の占領軍による接収は1967年（昭和42年）まで続いた。
明治時代から現代までの発展としては、1888年（明治21年）の大船駅の開業と翌年の横須賀線の開通による大船駅周辺の市街化と、1967年（昭和42年）の大船PX（占領軍物資倉庫群）返還以降の本郷台駅周辺の公共施設や高層住宅の建設、そして1960年代から1970年代（昭和40年代から50年代）にかけての丘陵地の大規模な住宅開発があげられる。その結果、現在の栄区域の人口は急増し、当時の戸塚区の人口も40万人を超えたため、住民サービスの低下を防ぐために戸塚区から栄区と泉区を分区した。栄区成立後は人口増加率が低下し、一時は人口減少状態となった、現在は再び増加基調に戻っている。
なお、1970年代半ばまでの本郷地区は、電話が横浜電話でなく鎌倉電話に含まれ、市外局番が他の市内と異なり市内へ掛けるのにも「045」をダイヤルしなければならなかった。

### 年表
- 1889年（明治22年）-  市町村制施行により、鎌倉郡本郷村、豊田村、長尾村（後に豊田村に編入）が発足。
- 1938年（昭和13年）- 第一海軍燃料廠、小菅ケ谷に設置される[4]。
- 1939年（昭和14年）4月1日 - 鎌倉郡本郷村、豊田村は、戸塚町などとともに横浜市に編入され、（旧）戸塚区となった。この区域は横浜市の他の区と異なり、瀬谷区、戸塚区、泉区とともに武蔵国ではなく相模国に属する。
- 1943年（昭和18年） - 原宿六浦線道路、六浦〜笠間十字路間開通。（横須賀市追浜の追浜海軍航空隊と厚木基地を結ぶ予定であったが、敗戦で頓挫した）。
- 1952年（昭和27年） - 現在の本郷台駅前一帯にあたる第一海軍燃料廠跡を占領軍が接収、『大船PX』（物資倉庫）を設置[4]。
- 1966年（昭和41年）8月9日 - 国鉄根岸線第2期工事（磯子 - 大船間）が許可される[5]。
- 1967年（昭和42年） - 米軍『大船PX』を全面返還[4]。
- 1973年（昭和48年）4月9日 - 国鉄根岸線は洋光台駅 - 大船駅間が延伸開業し全通[6]、本郷台駅開業[4]。本郷地区センター開設。
- 1986年（昭和61年） - 11月3日 泉区とともに戸塚区から分区し、栄区が誕生[4]。
- 2009年（平成21年） - 4月 神奈川県立港南台高等学校と神奈川県立上郷高等学校が統合され、神奈川県立横浜栄高等学校となる。

### 区名の由来
栄区は典型的な瑞祥地名である。
区名は公募により選定し、本郷、豊田の両地区の共栄を期し、新しい区として未来に向けて、大きく栄えていくことを祈願し、明るく、華やかなイメージのある、簡潔で語調もよい区名を決定した。（公募時に「戸塚A区」とされていたので「A」→「栄（えい）」とされたという説もある。）応募数の順位を下記に示す。
| 順位 | 区名     |
| ---- | -------- |
| 1位  | 本郷区   |
| 2位  | 南戸塚区 |
| 3位  | 湘南区   |
| 4位  | 栄区     |
| 5位  | 大船区   |
| 6位  | 根岸区   |
| 7位  | 光区     |
| 8位  | 戸塚南区 |
| 9位  | 上郷区   |
| 10位 | 桂区     |

## 人口
| 年      | 総数（人） | 1947年=1.00 |
| ------- | ---------- | ----------- |
| 1947年  | 11,659     | 1.00        |
| 1955年  | 13,852     | 1.19        |
| 1965年  | 30,304     | 2.60        |
| 1970年  | 50,170     | 4.30        |
| 1975年  | 75,862     | 6.51        |
| 1980年  | 104,192    | 8.94        |
| 1985年  | 118,029    | 10.12       |
| 1986年* | 119,263    | 10.23       |
| 1990年  | 123,766    | 10.62       |
| 1995年  | 122,904    | 10.54       |
| 2000年  | 118,315    | 10.15       |
| 2005年  | 123,802    | 10.62       |
| 2010年  | 124,866    | 10.71       |
| 2015年  | 120,194    | 10.31       |

出典：栄区ホームページ データでみる栄区（栄区統計要覧）（2024年）

各年の人口は国勢調査による、10月1日時点の値。ただし、1986年のみ、分区時の11月3日。

## 町名
栄区内では、一部の区域で住居表示に関する法律に基づく住居表示が実施されている。
| 町名           | 町名の読み           | 設置年月日     | 住居表示実施年月日 | 住居表示実施直前の町名                                       | 備考 |
| -------------- | -------------------- | -------------- | ------------------ | ------------------------------------------------------------ | ---- |
| 上郷町         | かみごうちょう       | 1939年4月1日   | 未実施             |                                                              |      |
| 公田町         | くでんちょう         | 1939年4月1日   | 未実施             |                                                              |      |
| 中野町         | なかのちょう         | 1939年4月1日   | 未実施             |                                                              |      |
| 鍛冶ケ谷町     | かじがやちょう       | 1939年4月1日   | 未実施             |                                                              |      |
| 鍛冶ケ谷一丁目 | かじがや             | 1996年10月21日 | 1996年10月21日     | 鍛冶ケ谷町、上郷町、中野町の各一部                           |      |
| 鍛冶ケ谷二丁目 | かじがや             | 1996年10月21日 | 2001年10月22日     | 鍛冶ケ谷町、上郷町、中野町の各一部、鍛冶ケ谷町の一部         |      |
| 小菅ケ谷町     | こすがやちょう       | 1939年4月1日   | 未実施             |                                                              |      |
| 小菅ケ谷一丁目 | こすがや             | 1994年9月26日  | 1994年9月26日      | 笠間町、桂町、公田町、飯島町、小菅ケ谷町、中野町の各一部     |      |
| 小菅ケ谷二丁目 | こすがや             | 1994年9月26日  | 1994年9月26日      | 笠間町、桂町、公田町、飯島町、小菅ケ谷町、中野町の各一部     |      |
| 小菅ケ谷三丁目 | こすがや             | 1995年10月16日 | 1995年10月16日     | 鍛冶ケ谷町、小菅ケ谷町の各一部                               |      |
| 小菅ケ谷四丁目 | こすがや             | 1996年10月21日 | 1996年10月21日     | 小菅ケ谷町、小山台一丁目の各一部                             |      |
| 桂町           | かつらちょう         | 1939年4月1日   | 未実施             |                                                              |      |
| 笠間町         | かさまちょう         | 1939年4月1日   | 未実施             |                                                              |      |
| 笠間一丁目     | かさま               | 2000年10月23日 | 2000年10月23日     | 笠間町の一部                                                 |      |
| 笠間二丁目     | かさま               | 2000年10月23日 | 2000年10月23日     | 笠間町の一部                                                 |      |
| 笠間三丁目     | かさま               | 2000年10月23日 | 2000年10月23日     | 笠間町の一部                                                 |      |
| 笠間四丁目     | かさま               | 2000年10月23日 | 2000年10月23日     | 笠間町の一部                                                 |      |
| 笠間五丁目     | かさま               | 2000年10月23日 | 2000年10月23日     | 笠間町の一部                                                 |      |
| 長尾台町       | ながおだいちょう     | 1939年4月1日   | 未実施             |                                                              |      |
| 田谷町         | たやちょう           | 1939年4月1日   | 未実施             |                                                              |      |
| 金井町         | かないちょう         | 1939年4月1日   | 未実施             |                                                              |      |
| 飯島町         | いいじまちょう       | 1939年4月1日   | 未実施             |                                                              |      |
| 長沼町         | ながぬまちょう       | 1939年4月1日   | 未実施             |                                                              |      |
| 本郷台一丁目   | ほんごうだい         | 1989年8月21日  | 1989年8月21日      | 飯島町、上郷町、小菅ケ谷町の各一部                           |      |
| 本郷台二丁目   | ほんごうだい         | 1989年8月21日  | 1989年8月21日      | 飯島町、上郷町、小菅ケ谷町の各一部                           |      |
| 本郷台三丁目   | ほんごうだい         | 1989年8月21日  | 1989年8月21日      | 飯島町、上郷町、小菅ケ谷町の各一部                           |      |
| 本郷台四丁目   | ほんごうだい         | 1989年8月21日  | 1989年8月21日      | 飯島町、上郷町、小菅ケ谷町の各一部                           |      |
| 本郷台五丁目   | ほんごうだい         | 1989年8月21日  | 1989年8月21日      | 飯島町、上郷町、小菅ケ谷町の各一部                           |      |
| 若竹町         | わかたけちょう       | 1973年6月11日  | 1973年6月11日      | 中野町、上郷町の各一部                                       |      |
| 元大橋一丁目   | もとおおはし         | 1973年6月11日  | 1973年6月11日      | 鍛冶ケ谷町、中野町、上郷町の各一部                           |      |
| 元大橋二丁目   | もとおおはし         | 1973年6月11日  | 1973年6月11日      | 鍛冶ケ谷町、中野町、上郷町の各一部                           |      |
| 庄戸一丁目     | しょうど             | 1982年7月19日  | 1982年7月19日      | 上郷町の一部                                                 |      |
| 庄戸二丁目     | しょうど             | 1982年7月19日  | 1982年7月19日      | 上郷町の一部                                                 |      |
| 庄戸三丁目     | しょうど             | 1982年7月19日  | 1982年7月19日      | 上郷町の一部                                                 |      |
| 庄戸四丁目     | しょうど             | 1982年7月19日  | 1982年7月19日      | 上郷町の一部                                                 |      |
| 庄戸五丁目     | しょうど             | 1982年7月19日  | 1982年7月19日      | 上郷町の一部                                                 |      |
| 長倉町         | ながくらちょう       | 1982年7月19日  | 1982年7月19日      | 上郷町の一部                                                 |      |
| 東上郷町       | ひがしかみごうちょう | 1982年7月19日  | 1982年7月19日      | 上郷町の一部                                                 |      |
| 犬山町         | いのやまちょう       | 1983年7月18日  | 1983年7月18日      | 上郷町の一部                                                 |      |
| 尾月           | おづき               | 1983年7月18日  | 1983年7月18日      | 上郷町の一部                                                 |      |
| 上之町         | かみのちょう         | 1983年7月18日  | 1983年7月18日      | 上郷町の一部                                                 |      |
| 亀井町         | かめいちょう         | 1984年7月23日  | 1984年7月23日      | 上郷町の一部                                                 |      |
| 野七里一丁目   | のしちり             | 1984年7月23日  | 1984年7月23日      | 上郷町の一部                                                 |      |
| 野七里二丁目   | のしちり             | 1984年7月23日  | 1984年7月23日      | 上郷町の一部                                                 |      |
| 小山台一丁目   | こやまだい           | 1994年9月26日  | 1994年9月26日      | 小菅ケ谷町の一部                                             |      |
| 小山台二丁目   | こやまだい           | 1994年9月26日  | 1994年9月26日      | 小菅ケ谷町の一部                                             |      |
| 柏陽           | はくよう             | 1995年10月16日 | 1995年10月16日     | 鍛冶ケ谷町、桂町、上郷町、公田町、小菅ケ谷町、中野町の各一部 |      |
| 桂台北         | かつらだいきた       | 1998年10月19日 | 1998年10月19日     | 上郷町、公田町、中野町の各一部                               |      |
| 桂台中         | かつらだいなか       | 1998年10月19日 | 1998年10月19日     | 上郷町、公田町の各一部                                       |      |
| 桂台西一丁目   | かつらだいにし       | 1998年10月19日 | 1998年10月19日     | 上郷町、公田町、中野町の各一部                               |      |
| 桂台西二丁目   | かつらだいにし       | 1998年10月19日 | 1998年10月19日     | 上郷町、公田町、中野町の各一部                               |      |
| 桂台東         | かつらだいひがし     | 1998年10月19日 | 1998年10月19日     | 上郷町の一部                                                 |      |
| 桂台南一丁目   | かつらだいみなみ     | 1998年10月19日 | 1998年10月19日     | 上郷町、公田町の各一部                                       |      |
| 桂台南二丁目   | かつらだいみなみ     | 1998年10月19日 | 1998年10月19日     | 上郷町、公田町の各一部                                       |      |

## 住宅

### 大規模マンション
- ガーデンアソシエ
- レイディアントシティ本郷台
- クレストフォルム本郷台サウスステージ
- ヒルトップギャラリー横浜レジデンス
- ルリエ大船
- グリーンテラス本郷台
- クリオ大船壱番館
- 本郷台サンハイツ
- エコヒルズ横浜
- パークホームズ横浜本郷台リバーサイドヴィラ

### 団地
- UR 公田町団地（公田町、賃貸1160 1964年 現存 ストック活用）
- UR 飯島団地（飯島町）
- 県営みどり野ハイツ（飯島町）
- 県営かいがら坂ハイツ（長沼町）
- 国家公務員南小菅ケ谷住宅 （小菅ケ谷 解体済み）

## 行政
- 区長：松永朋美（2024年4月1日 - ）
- 歴代区長
  - 堀口和美（2023年4月1日 - 2024年3月31日）
  - 冨士田学（2020年4月1日 - 2023年3月31日）
  - 星崎雅代（2019年4月1日 - 2020年3月31日）
- 栄区役所 - 横浜市立本郷台小学校の校舎移転に伴い、校舎を改築し栄区役所庁舎本館にし、体育館を解体し庁舎新館を建設した。なお、グラウンドは野村不動産グループに売却されコープ野村湘南本郷台となった。
- 栄警察署
- 神奈川県警察学校

## 立法
- 栄区の横浜市議会議員定数: 3名
- 栄区の神奈川県議会議員定数: 1名
- 衆議院議員定数: 神奈川4区（栄区・鎌倉市・逗子市・葉山町）として1名

## 経済

### 産業

#### 産業人口
栄区の完全失業率は、18区中5番目に高く、1995年（平成7年）と比べ2000年（平成12年）度では0.6ポイント上昇している。第3次産業が、事業所数・従業者数ともに全体の約75%を占める。
| 産業       | 総数（人） | 男     | 女     | 構成比(%) |
| ---------- | ---------- | ------ | ------ | --------- |
| 第一次産業 | 330        | 200    | 130    | 0.57      |
| 第二次産業 | 14,120     | 11,273 | 2,847  | 24.48     |
| 第三次産業 | 42,241     | 23,944 | 18,297 | 73.23     |

#### 主な産業
農林業
工業
精密機械工業の大規模工場が多く、1事業所当たりの従業員数では市内1位、売上高では磯子区に次いでいる。
- 住友電気工業
- ニコン
- ファンケル
- 芝浦メカトロニクス（本社）
- タツノ

商業
商店数、従業者数、年間商品販売額ともに市内18区中でもっとも少ない。また、2002年（平成14年）度調査によると、栄区内の商店数、従業者数、年間商品販売額はともに減少中。
|            | 商店総数 | 従業者数（人） | 年間商品販売額（百万円） |
| ---------- | -------- | -------------- | ------------------------ |
| 横浜市全体 | 29,420   | 256,793        | 9,677,412                |
| 栄区       | 590      | 4,935          | 125,739                  |

## 健康
- 平均年齢 46.08歳（2013年1月1日）

平均年齢は、横浜市18区中三番目に高い（横浜市の平均は44.13歳）。
- 年齢別人口割合　0〜14歳：13.2%、15〜64歳： 60.1%、65歳以上： 26.5%（2013年1月1日）

65歳以上高齢化率は横浜市18区中一番高い（横浜市の平均は21.3%）。

### 医療
- 横浜栄共済病院

## 教育

### 高等学校
- 神奈川県立金井高等学校
- 神奈川県立柏陽高等学校
- 神奈川県立横浜栄高等学校[注釈 2]
- 山手学院高等学校

### 中学校
- 横浜市立飯島中学校
- 横浜市立桂台中学校
- 横浜市立上郷中学校[注釈 3]
- 横浜市立小山台中学校
- 横浜市立西本郷中学校
- 横浜市立本郷中学校
- 山手学院中学校

### 小学校
- 横浜市立飯島小学校
- 横浜市立笠間小学校
- 横浜市立桂台小学校
- 横浜市立上郷小学校[注釈 4]
- 横浜市立公田小学校
- 横浜市立小菅ヶ谷小学校
- 横浜市立小山台小学校
- 横浜市立桜井小学校
- 横浜市立庄戸小学校[注釈 5]
- 横浜市立千秀小学校
- 横浜市立豊田小学校
- 横浜市立西本郷小学校
- 横浜市立本郷小学校
- 横浜市立本郷台小学校

### 特別支援学校
- 横浜市立本郷特別支援学校

### 保育園
- 横浜市飯島保育園（飯島町）
- 横浜市桂台保育園（桂台中）
- 横浜市上郷保育園（野七里）
- 横浜市公田保育園（公田町）
- 大船ルーテル保育園（小菅ケ谷）
- かつら愛児園 （公田町）
- やまゆり保育園 （鍛冶ケ谷）
- エミールの森ひよこ保育園（小山台）

### 幼稚園
- 飯島幼稚園（飯島町）
- 飯島東幼稚園（飯島町）
- 犬の山幼稚園（上之町）
- 笠間幼稚園（笠間）
- 鍛冶ヶ谷カトリック幼稚園（柏陽）
- 上郷幼稚園（庄戸）
- 小菅ヶ谷幼稚園（小山台）
- 新大船幼稚園（小菅ケ谷）
- 静心幼稚園 (横浜市栄区)
- 豊田幼稚園（長沼町）
- 中野幼稚園（元大橋）
- やまゆり幼稚園（鍛冶ケ谷町）

## 交通

### 鉄道
東日本旅客鉄道（JR東日本）
 京浜東北・根岸線
- - 本郷台駅 -
- 東海道線（上野東京ライン）・横須賀線（  湘南新宿ライン）戸塚駅 - 大船駅の間でも区内を通り、大船駅は鎌倉市大船に所在するが、笠間口が栄区に置かれている。

### バス
一般路線バス
横浜市営バスは2006年3月26日をもって区内の138系統・139系統を神奈川中央交通に譲渡し、これにより区内の一般路線はなくなった。
- 神奈川中央交通
  - 神奈川中央交通横浜営業所
- 江ノ電バス（2007年12月1日に江ノ島電鉄から分社）

コミュニティバス
- こすずめ号 - 隣接する戸塚区小雀地区を運行するコミュニティバスだが、栄区に本社を置く株式会社共同が運行受託し、栄区内も経由する。

### 道路
高速道路
E66 横浜環状南線・首都圏中央連絡自動車道（建設中）
- - 公田IC（仮称）、栄IC・JCT（仮称）-
- （横浜湘南道路）などが建設中

県道
- 神奈川県道21号横浜鎌倉線（鎌倉街道）
- 神奈川県道23号原宿六ツ浦線
- 神奈川県道203号大船停車場矢部線

都市計画道路（建設中）
- 上郷公田線
- 下永谷大船線

## 友好交流都市
- 長野県栄村
- 青森県南部町
- 山形県高畠町

## 名所・旧跡・観光スポット・祭事・催事

### 主な施設
- 地球市民かながわプラザ
- 栄公会堂（栄スポーツセンター）
- 本郷ふじやま公園
  - 旧小岩井家住宅-ふじやま公園内の古民家。横浜市有形文化財[10]。
- 上郷・森の家（横浜自然観察の森内）

### 名所
- 㹨川 - プロムナードと桜並木
- 貝殻坂（かいがら坂）- 大船層（上総層群）・長沼層（相模層群）の露頭。海だった時代の貝化石が出るが貝塚ではない[11]。

### 遺跡・史跡
- 笠間中央公園遺跡 - 古代の大規模集落遺跡であり、また鎌倉道の中ノ道が笠間十字路付近を通過していた[12][13]。
- 公田ジョウロ塚遺跡（公田町遺跡）-縄文時代の「顔面把手（人面把手）」が出土[1][14]。神奈川県立歴史博物館が展示している[15]。
- 上臈塚（じょうろうづか）-公田ジョウロ塚遺跡近くにある塚。 824年（天長元年）にこの地で没した照玉姫（葛原親王の妃）とその侍女2人を祀ったものという[16]。
- アラハバキ神 - 栄区図書館近くにある石の祠。主に東北地方で信仰される製鉄の神「アラハバキ」を祀っている市内唯一の場所[14]。
- 上郷深田遺跡（深田製鉄遺跡）- 古代の製鉄遺跡[17]。
- 上郷猿田遺跡 - 上郷深田遺跡の近くにある製鉄集団のものともいわれる集落遺跡[18]。
- 㹨川流域横穴墓群
  - 七石山横穴墓群 - 古代の横穴墓群[19]。
  - ひこしヶ谷横穴墓群 - 古代の横穴墓群[16]。
  - 宮ノ前横穴墓群 - 古代の横穴墓群。
- 長尾城（長尾台城）跡 - 長尾氏本貫の地。後に後北条氏の玉縄城の出城となった[20]。
- 上郷・紅葉橋付近－鎌倉時代のやぐらが残っており、市内では港南区の春日神社とともに、貴重な遺跡である。
- いぼとり地蔵 - 小菅ヶ谷にある地蔵尊で、横浜市内最古のものである[21]。
- 瑜伽洞（田谷の洞窟）- 定泉寺の境内にある巨大人工洞窟[22]。

### 寺社
- 皇女御前社（皇女神社）- 上臈塚伝説に因んで照玉姫を祀る神社[16]。
- 玉泉寺 - 1335年（建武2年）建立。誠拙和尚ゆかりの寺。
- 長光寺 - 徳川家康にちなむ伝説あり。
- 長慶寺 - 徳川家康にちなむ伝説あり。
- 證菩提寺 - 源頼朝が、腹心の家来である佐奈田義忠の菩提を弔うために建立したと伝わり、創建当時は大規模な寺域で、幕府の前線基地でもあった。
- 光明寺 - 7世紀建立と伝わる。
- 定泉寺 - 田谷の洞窟がある。

### 自然
- 横浜市の市民の森
  - 飯島市民の森
  - 上郷市民の森
  - 瀬上市民の森
  - 荒井沢市民の森
  - 鍛冶ヶ谷市民の森
- 横浜自然観察の森
- 千秀センターキャンプ場バーベキュー場

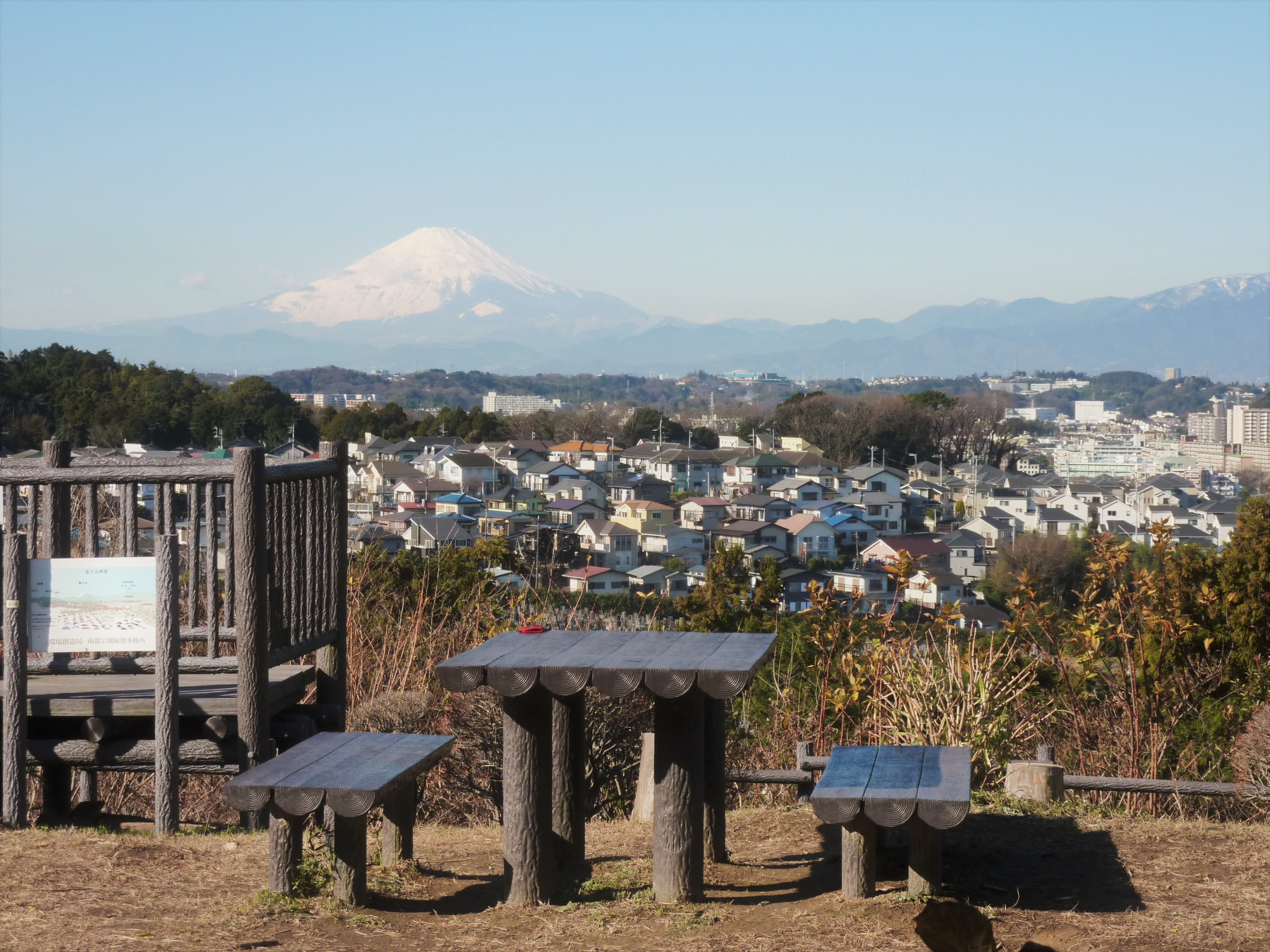
上郷市民の森から望む富士山
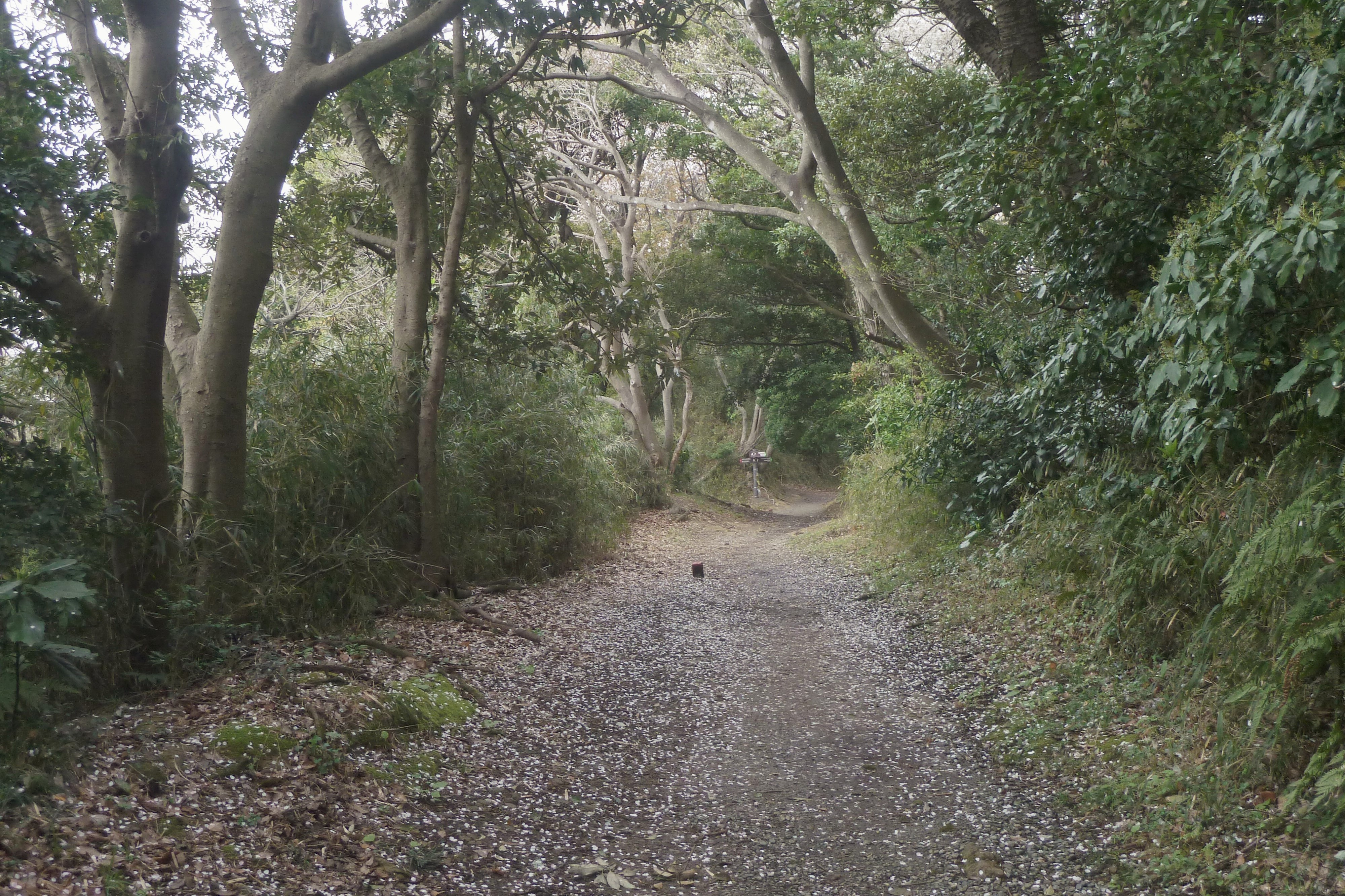
瀬上市民の森から鎌倉市内まで尾根道が続く
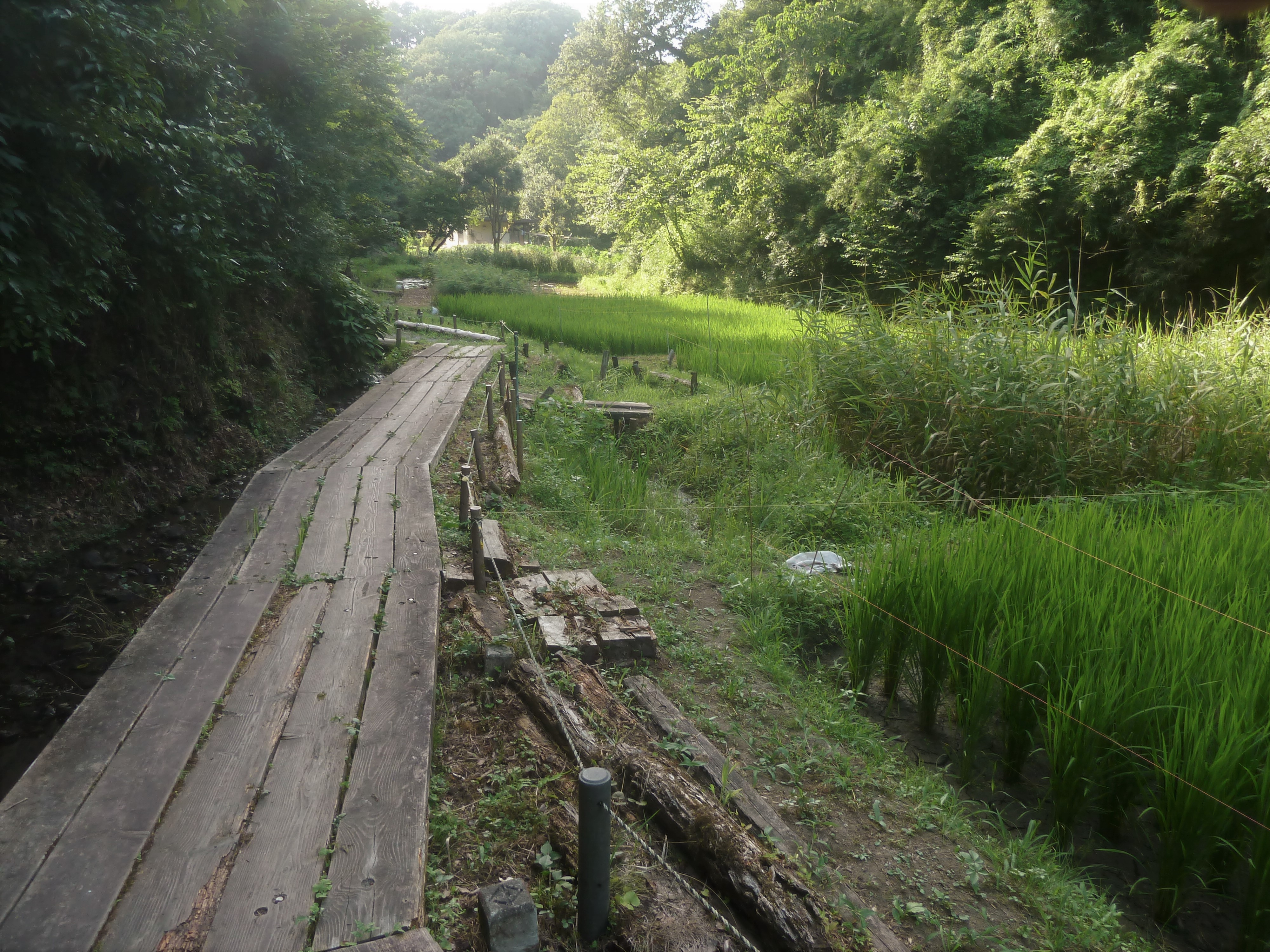
荒井沢市民の森
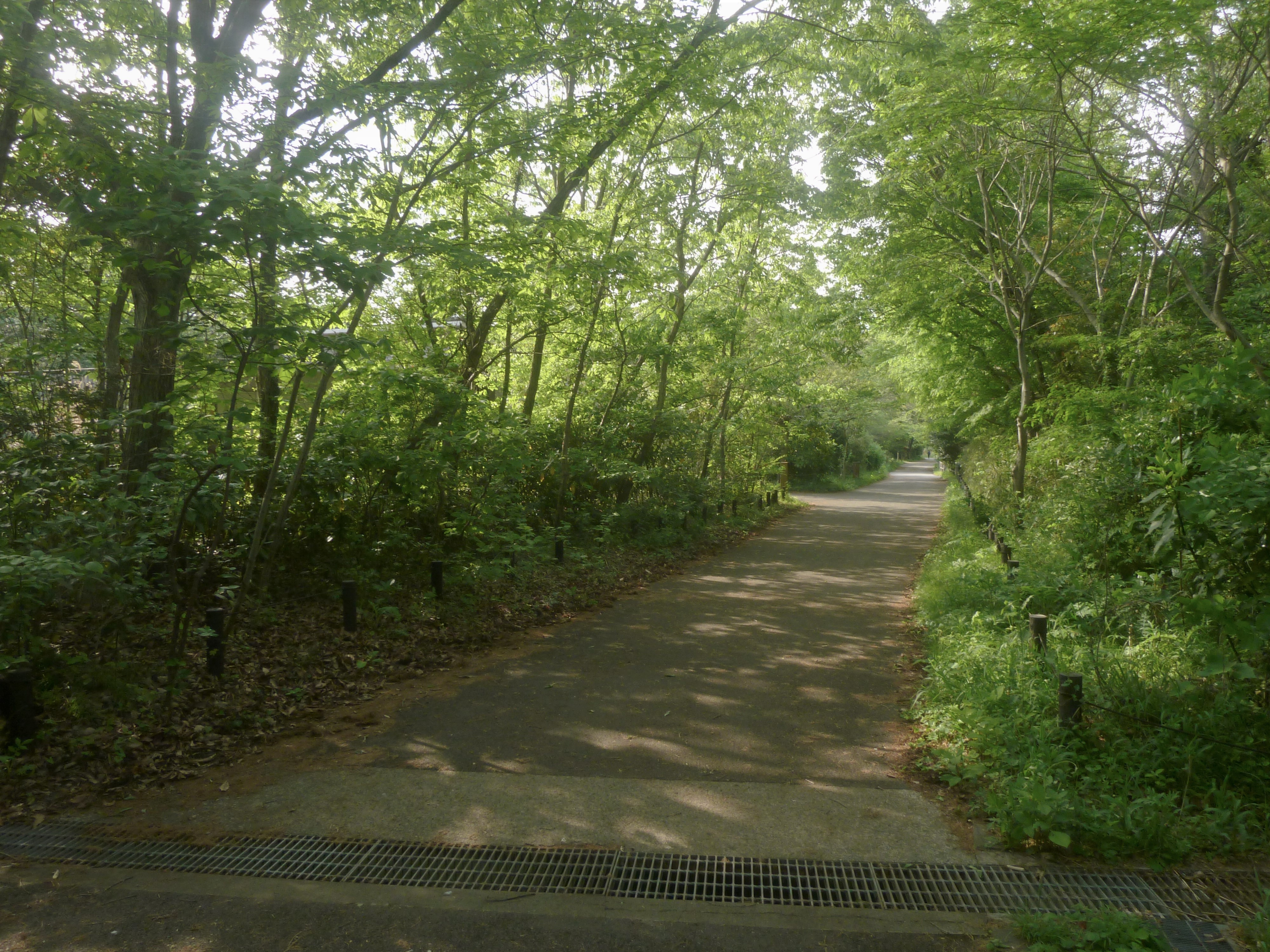
横浜自然観察の森

## 出身者
- 川瀬眞由美（元テレビ朝日アナウンサー、テレビ朝日社員）
- 河原隆一（元プロ野球選手）
- 長田秀一郎（元プロ野球選手）
- 岩崎智史（元プロ野球選手）
- 乙坂智（プロ野球選手）
- 眞木大輔（EXILE、歌手）
- 高橋拓（歌手）
- 山口森広（俳優）
- 長谷部茂利（サッカー選手）
- 結城耕造（サッカー選手）
- 杏さゆり（タレント）
- 中倉隆道（元NHKアナウンサー、フリーアナウンサー）
- レジェンド松下（実演販売士）
- 脇坂泰斗（サッカー選手）
- 大谷桂太郎（歌舞伎俳優）

## ゆかりのある有名人
- 神田うの（タレント）
- ハマカーン神田（お笑い芸人）※神田うのの弟
- 内海利勝（キャロル）
- 嵐・翔（横浜銀蝿）
- 北原遥子（女優）